# Stazione di San Giovanni Valdarno
La stazione di San Giovanni Valdarno si trova sulla linea lenta Firenze-Roma nel tratto fra Firenze e Arezzo ed è situata nell'omonima località, in provincia di Arezzo.

## Storia

### Tranvia Valdarnese
Dal 1914 al 1934 sul piazzale antistante la stazione aveva sede il capolinea della Tranvia Valdarnese, a trazione elettrica, per Montevarchi e Levane con diramazione per Terranuova Bracciolini. 
Gestita dalla Società per la trazione elettrica del Valdarno superiore (STV), tale infrastruttura svolse un ruolo essenziale nello sviluppo industriale della zona, arrivando a trasportare più di 1.300.000 viaggiatori l'anno.

## Strutture e impianti

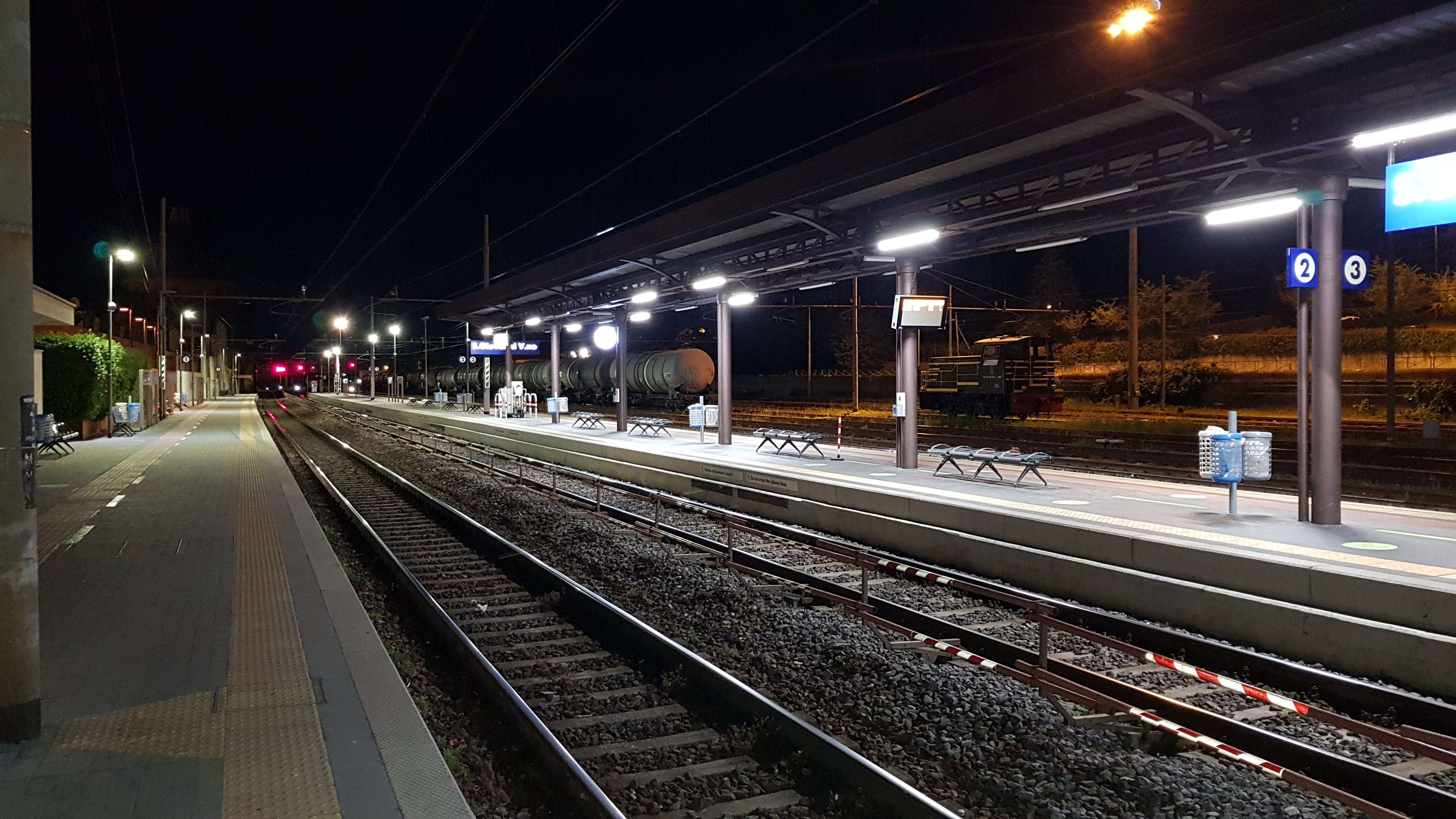
La stazione ferroviaria con i nuovi marciapiedi ad alta accessibilità

La stazione dispone di 3 binari per il servizio passeggeri con 2 banchine. 
Il binario 1 è destinato per i convogli in direzione sud, mentre al binario 2 fermano i treni con destinazione nord. Il binario 3 viene solitamente usato per le precedenze.
Nel 2020 si sono conclusi gli interventi di ristrutturazione necessari per facilitare l’accesso ai treni e sono stati installati due nuovi ascensori assieme alla riqualificazione del fabbricato viaggiatori.

### Scalo merci
Dispone di un ampio scalo merci a servizio del traffico che interessa le acciaierie nei pressi della stazione. Dal 2021 è stato riattivato il raccordo ferroviario che collega la stazione direttamente con l'adiacente stabilimento AFV Beltrame Group che occupa gli spazi della vecchia ferriera.

### Raccordo Enel
Dalla stazione ha origine il raccordo Enel di circa 4,3 km, un tempo utilizzato per trasportare lignite alla Centrale Termoelettrica Santa Barbara nel comune di Cavriglia, di cui è in corso il riutilizzo nell'ambito di un progetto di riqualificazione della relativa area in occasione dei lavori al sottoattraversamento dell'Alta Velocità di Firenze portando i materiali di scavo fino al Terminal di Bricchette.

## Movimento
L'impianto è servito da treni regionali Trenitalia svolti nell'ambito del contratto di servizio stipulato con la Regione Toscana.
Il traffico prevede, in supporto all'orario cadenzato Memorario, treni in aggiunta negli orari pendolari in direzione di Prato e Pistoia oltre a regolari relazioni regionali, via linea direttissima, con Perugia/Foligno e Chiusi/Roma.
Al 2007, l'impianto risultava frequentato da un traffico giornaliero di 2118 persone.

## Servizi
La stazione, classificata nel 2008 da RFI di categoria silver, dispone di:
- Biglietteria a sportello
- Biglietteria automatica
- Sala d'attesa
- Servizi igienici
- Posto di Polizia ferroviaria
- Ascensore
- Sottopassaggio
- Annuncio sonoro arrivo e partenza treni
- Bar
- Edicola

## Interscambi
- Fermata autobus MIV (Autolinee Toscane)
- Stazione taxi
- Parcheggi di scambio (gratuiti e a pagamento)